# Chapulobunus
Genre
Chapulobunus est un genre d'opilions laniatores de la famille des Stygnopsidae.

## Distribution
Les espèces de ce genre sont endémiques du Mexique.

## Liste des espèces
Selon World Catalogue of Opiliones (05/10/2021) :
- Chapulobunus asper Cruz-López & Francke, 2016
- Chapulobunus poblano Cruz-López & Francke, 2015
- Chapulobunus psilocybe Cruz-López & Francke, 2016
- Chapulobunus regiomontano Cruz-López & Francke, 2016
- Chapulobunus unispinosus Goodnight & Goodnight, 1946

## Publication originale
- Goodnight & Goodnight, 1946 : « Additional studies of the phalangid fauna of Mexico. 1. » American Museum Novitates, no 1310, p. 1–17 (texte intégral).